# Копли, Финикс
Фи́никс Ко́пли (англ. Pheonix Copley; род. 18 января 1992; Норт-Поул, Аляска, США) — американский хоккеист, голкипер клуба НХЛ «Лос-Анджелес Кингз».

## Карьера игрока

### Ранние годы
Финикс начинал свою хоккейную карьеру в юниорской команде «Арктик Лайонз» (Фэрбанкс, Аляска), в которой также играл его старший брат Наварон.
С сезона 2009-10 он начал играть за «Калифорния Титанз» и в 10 матчах регулярного чемпионата одну игру провел «всухую».
К началу следующего сезона 2010-11 Копли готовился в тренировочном лагере команды «Корпус Кристи АйсРэйз» из Североамериканской хоккейной лиги (NAHL). В команде он стал основным вратарем, сыграв 42 игры из 48.
Сезон 2011-12 Финикс начал в Хоккейной лиге США (USHL) с командой «Три-Сити Сторм» и в ноябре 2012 года был приглашен играть со следующего сезона за хоккейную команду Мичиганского технологического университета.
В феврале 2013 года Копли был обменян в «Де Мойн Бакенирз», за которую провел 20 игр.
С нового сезона он начал играть за команду Мичиганского технологического университета — «Мичиган Тек Хаскиз» и в двух играх против команд «Вестерн Мичиган Бронкос» и «Мичиган Волверинз» на турнире «Великих озёр» (GLI) сделал 70 сэйвов и провел «всухую» оба матча. По итогам соревнования Финикс был признан самым полезным игроком. В одной из игр регулярного чемпионата Хоккейной ассоциации западных колледжей (WCHA) против команды Северной Дакоты, Копли отразил 29 бросков, что позволило его команде победить — 2:1. Всего в рамках чемпионата он провел 24 игры. В WCHA «Хаскиз» финишировали десятыми.
В своем последнем сезоне в колледже Копли сыграл 30 игр, в том числе один матч «всухую». «Мичиган Тек Хаскиз» заняли пятое место в WCHA, проиграв команде Университета Огайо «Боулинг Грин» две игры в четвертьфинале.

### Клубная карьера
С сезона 2013-14 Финикс Копли присоединился к команде «Саут Каролина Стингрейз» из Хоккейной лиги Восточного побережья (ECHL), чтобы играть за неё в серии плей-офф с перспективой подписать контракт с клубом НХЛ «Вашингтон Кэпиталз».
19 марта 2014 года «Кэпиталз» подписали с хоккеистом двухлетний контракт новичка.
2 апреля 2014 года Финикс впервые сыграл на профессиональном уровне, выйдя на замену голкиперу «Саут Каролина Стингрейз» Аллену Йорку и отразил 10 бросков из 12. Это помогло «Стингрейз» одержать победу в игре против команды «Флорида Эверблейдз» — 6:5.
Сезон 2014-15 Финикс провел в фарм-клубе «Кэпиталз» — «Херши Беарс», отыграв 26 матчей в АХЛ.
В июле 2015 года Копли и Трой Брауэр были обменяны в «Сент-Луис Блюз» на форварда Ти Джея Оши. По словам голкипера, во время этого обмена он рыбачил на Аляске, и его мобильный телефон был недоступен в течение четырёх дней. Узнав об этой сделке, спортсмен был шокирован, но вместе с тем взволнован и счастлив.
С сезона 2015-16 Копли выступает за фарм-клуб «Блюз» в АХЛ «Чикаго Вулвз». В команде он был бэкапом голкипера Джордана Беннингтона, хотя количество сыгранных матчей и показатели игры у них были примерно равные.
Дебют в НХЛ в составе «Сент-Луис Блюз» состоялся 27 февраля 2016 года в гостевом матче против «Нэшвилл Предаторз».
В сезоне 2018—2019 вернулся в «Вашингтон Кэпиталс». В роли второго вратаря команды Финикс сыграл в сезоне 27 матчей (24 в стартовом составе) и одержал 16 побед с коэффициентом надёжности 2.90 и процентом отражённых бросков 90,5.